# John Ernest Williamson

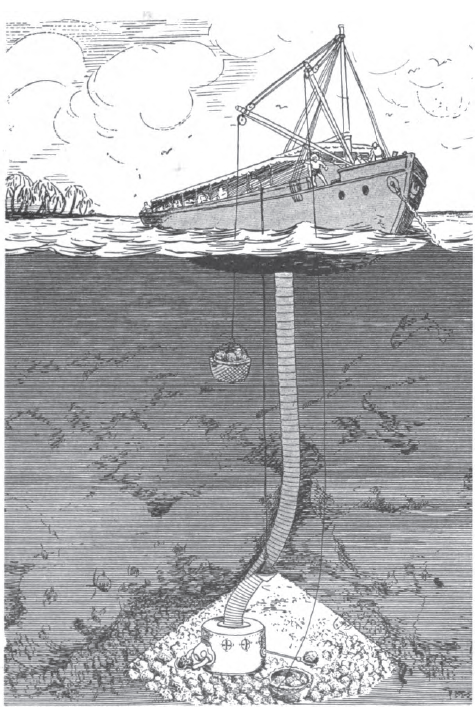
Ilustrace trubice, nakreslená Ernestovým mladším bratrem Georgem, 1915

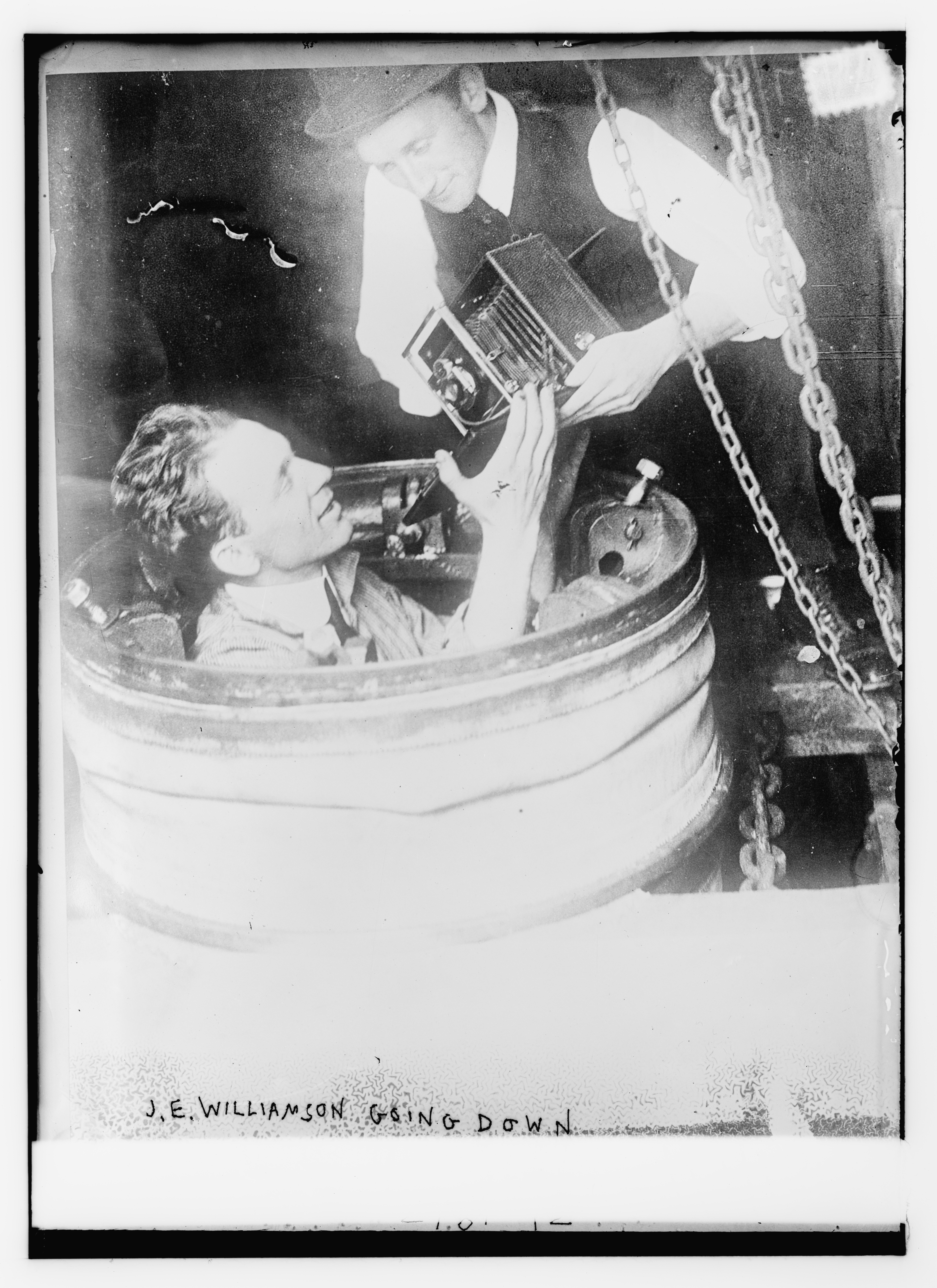
Williamson s fotoaparátem sestupuje do trubice

John Ernest Williamson (8. prosince 1881 – 15. července 1966) byl anglický podvodní fotograf a kameraman. Vynalezl „fotosféru“, ze které natáčel a fotografoval podmořskou oblast. Je považován za prvního člověka, který pořídil podvodní fotografii z ponorky a v roce 1914 natočil první film pod vodou.

## Životopis
Narodil se v anglickém Liverpoolu 1881 Charlesovi Williamsonovi, námořnímu kapitánovi z Norfolku ve Virginii. Charles vymyslel hlubokou podmořskou trubku, vyrobenou ze soustředných železných prstenů, „která se táhla jako harmonika“. Trubka byla používána pro opravy pod vodou a pro záchranu lodí. V roce 1912 použil Williamson své zařízení k fotografování podvodních fotografií v přístavu Norfolk. Poté fotosféru rozšířil, pojmenoval ji Jules Verne a používal ji k natáčení filmů. Svůj první podmořský film natočil na Bahamách.
Williamson založil filmovou společnost Submarine Film Corporation. Jejich první celovečerní film vyšel v roce 1914 a byl nazván Thirty Leagues Under the Sea v hlavní roli s Williamsonem v souboji se žralokem. Společnost Submarine Film Corporation také spolupracovala s dalšími společnostmi, jako například Thanhouser Company. J. Ernest Williamson a jeho bratr George M. Williamson mohli pomocí své fotosféry natočit filmové záběry, které byly poté finalizovány a distribuovány dalšími specialisty a společnostmi.
John Ernest Williamson zemřel 15. července 1966 ve věku 84 let.

## Filmografie (výběr)
- Thirty Leagues Under the Sea (1914)[6]
- Twenty Thousand Leagues Under the Sea (1916)[6]
- The Submarine Eye (1917)[6]
- Wet Gold (1921)
- The Uninvited Guest (1924)
- The Mysterious Island (1929)
- With Williamson Beneath the Sea (1932)[8]